# Alexander Iwanowitsch Warnek

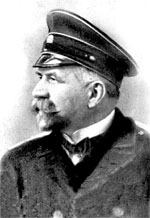
Alexander Iwanowitsch Warnek (1900)

Alexander Iwanowitsch Warnek (russisch Александр Иванович Варнек; * 15. Junijul. / 27. Juni 1858greg. in St. Petersburg; † 10. Juni 1930 in Sainte-Geneviève-des-Bois) war ein russischer Hydrograph und Polarforscher.

## Leben
Warnek, Sohn des Architekten Iwan Warnek und Enkel des Malers Alexander Warnek, begann 1874 seine Ausbildung im St. Petersburger Marine-Kadettenkorps, die er 1878 als Gardemarin abschloss. Darauf diente er auf der Fregatte Fürst Poscharski. 1879 wurde er zum Mitschman befördert. 1880–1882 studierte er an der St. Petersburger Nikolai-Marine-Akademie. Darauf wurde er ins Hydrographie-Departement abkommandiert.
Von 1883 bis 1886 nahm Warnek an der Weltumsegelung des Klippers Opritschnik teil. 1884 war er Leutnant geworden. Dann fuhr er als Senior-Steuermann auf der Ostsee. Nach dem Dienst auf dem Panzerkreuzer Minin 1890–1892 kam er in den Marinegeneralstab.
Ab 1895 arbeitete Warnek im St. Petersburger Physikalischen Hauptobservatorium im Bereich Meteorologie. Die Ergebnisse seiner Forschungsarbeit stellte er 1896 in einer Sitzung der Physikalisch-Mathematischen Abteilung der Kaiserlichen Akademie der Wissenschaften vor und veröffentlichte sie 1897.
Im Januar 1897 wurde Warnek zum Kapitän 2. Ranges ernannt. Auf dem Kanonenboot Gremjaschtschi fuhr er von Wladiwostok zu Häfen in Japan und den USA.
Die Hydrographie-Hauptverwaltung in St. Petersburg gründete 1898 die Hydrographische Expedition des Nördlichen Eismeers. die eine langjährige systematische Untersuchung des Arktischen Ozeans durchführen sollte. Insbesondere sollten die Tiefenverteilung, die Strömungen, die Eisverhältnisse und die für die Schifffahrt geeigneten Zonen bestimmt werden. Chef der Expedition wurde der Oberst des Flottensteuermann-Korps Andrei Wilkizki mit Wernak als Stellvertreter. Ihr Assistent war Iwan Sergejew. Speziell für die Bedürfnisse der Expedition wurde im April 1898 in England ein Dampfschiff gekauft, das den Namen Pachtussow nach dem Polarforscher Pjotr Pachtussow erhielt. Während der ersten fünf Jahre der Expedition kommandierte Warnek das Schiff und fuhr jährlich in den Arktische Ozean.
Im Sommer 1902 führte Warnek nun als Expeditionsleiter im Weißen Meer Untersuchungen durch und dann nahe der Insel Waigatsch in der Jugorstraße und der Karastraße und in der Karasee. Mit den Ergebnissen konnten bei den von Otto Paul von Krusenstern 1862 bestimmten Tiefen-Daten im Gebiet der Insel Waigatsch wichtige Korrekturen angebracht werden. Dazu wurden Inseln und Buchten erkundet. Warnek benannte eine Bucht im Norden der Insel Waigatsch nach seinem Mitarbeiter Georgi Sedow. 1903 wurde Warnek in der Expedition durch Oberstleutnant Fjodor Drischenko ersetzt und zum Kommandanten des Ausbildungskreuzers Westnik ernannt. 1904 wurde Warnek Mitglied der Kommission zur Erschließung des Nördlichen Seewegs unter dem Vorsitz Andrei Kilkizkis. Die Kommission entwickelte ein Projekt mit breit angelegten Untersuchungen aller Teile des Nördlichen Seewegs, das wegen der zu hohen Kosten von ungefähr 3 Millionen Rubel von der Regierung abgelehnt wurde. Im selben Jahr wurde Warnek zum Inspektor des St. Petersburger Kaiserlichen Alexander-Lyzeums und zum Kapitän 1. Ranges ernannt.
Nach dem verlorenen Russisch-Japanischen Krieg wurde 1906 eine neue Kommission für die Erschließung des Nördlichen Seewegs berufen, zu der unter dem Vorsitz Admiral Wladimir Werchowskis Warnek, Andrei Wilkizki, Fjodor Drischenko, Iwan Sergejew, Nikolai Kolomeizew, Alexander Koltschak, Juli Schokalski und Leonid Breitfuß gehörten. Das neue Projekt der Hydrographischen Expedition des Nördlichen Eismeers wurde genehmigt und mit zwei Eisbrecher-Transportschiffen 1910–1915 realisiert.
Im November 1908 wurde Warnek Ratsmitglied des Kaiserlichen Alexander-Lyzeums. Im April 1909 wurde er zum Generalmajor befördert. Im Oktober 1912 wurde er zum Mitglied der Marine-Akademie und Mitglied des Wissenschaftsrats der Hydrographie-Abteilung berufen. Am Ende des Jahres schied er als Generalleutnant aus dem aktiven Dienst aus. Er arbeitete in der Norddampfschiffgesellschaft und dann in der Zentralverwaltung es Marine-Ministeriums.

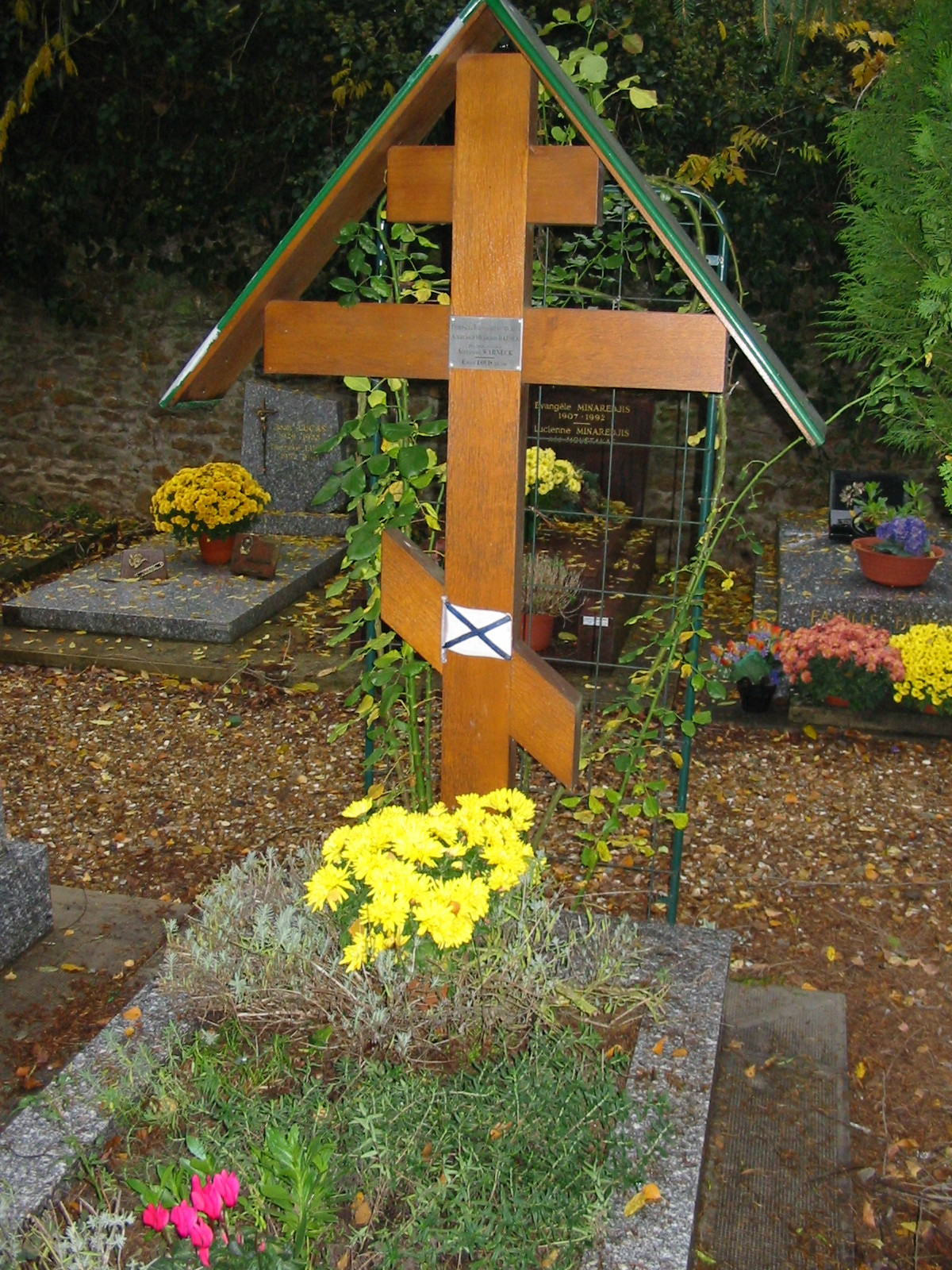
Warneks Grab, Russischer Friedhof, Sainte-Geneviève-des-Bois (2003)

Nach der Oktoberrevolution setzte sich Warnek mit der Familie in den Kaukasus ab und lebte im Russischen Bürgerkrieg bis 1920 auf seinem Gut am Schwarzen Meer bei Tuapse, das er 1908 erworben hatte. Mit Weißen Truppen wurde er auf die Krim evakuiert und schließlich im Oktober 1920 aus Sewastopol nach Konstantinopel. 1921 reiste er nach Messina und 1924 nach Frankreich, wo er zunächst in Lyon, dann in Grenoble und zuletzt in Sainte-Geneviève-des-Bois lebte. Er erkrankte schwer und erblindete völlig.
Warnek hatte 1893 Nadeschda Petrowna geborene Moskalskaja (1870–1908) geheiratet, mit der er vier Kinder hatte. In 2. Ehe heiratete er Anna Romanowna von Gerngross (1877–1961).
Warnek starb am 10. Juni 1930 und wurde auf dem Russischen Friedhof von Sainte-Geneviève-des-Bois begraben.
Warneks Namen tragen eine Bucht der Insel Waigatsch, eine 1934 entstandene Siedlung auf der Insel Waigatsch (Autonomer Kreis der Nenzen) und ein Kap an der Westküste Nowaja Semljas, das Georgi Sedow 1913 benannt hatte.

## Ehrungen, Preise
- Silbermedaille der Russischen Geographische Gesellschaft (1894)[3]
- Sankt-Stanislaus-Orden III. Klasse, II. Klasse, I. Klasse
- Russischer Orden der Heiligen Anna III. Klasse, II. Klasse
- Orden des Heiligen Wladimir IV. Klasse, III. Klasse